# Aeschynanthus mendumiae
Aeschynanthus mendumiae là một loài thực vật có hoa trong họ Tai voi. Loài này được D.J.Middleton mô tả khoa học đầu tiên năm 2007.